# Liste der Kulturdenkmäler in der Gießener Gesamtanlage II und III
Die folgende Liste enthält die in der Denkmaltopographie ausgewiesenen Kulturdenkmäler auf dem Gebiet  der  Stadt Gießen, Landkreis Gießen, Hessen.
Hinweis: Die Reihenfolge der Denkmäler in dieser Liste orientiert sich zunächst an Stadtteilen und anschließend der Anschrift, alternativ ist sie auch nach der Bezeichnung, der vom Landesamt für Denkmalpflege vergebenen Nummer oder der Bauzeit sortierbar.
Kulturdenkmäler werden fortlaufend im Denkmalverzeichnis des Landes Hessen durch das Landesamt für Denkmalpflege Hessen auf Basis des Hessischen Denkmalschutzgesetzes (HDSchG) geführt. Die Schutzwürdigkeit eines Kulturdenkmals hängt nicht von der Eintragung in das Denkmalverzeichnis des Landes Hessen oder der Veröffentlichung in der Denkmaltopographie ab.

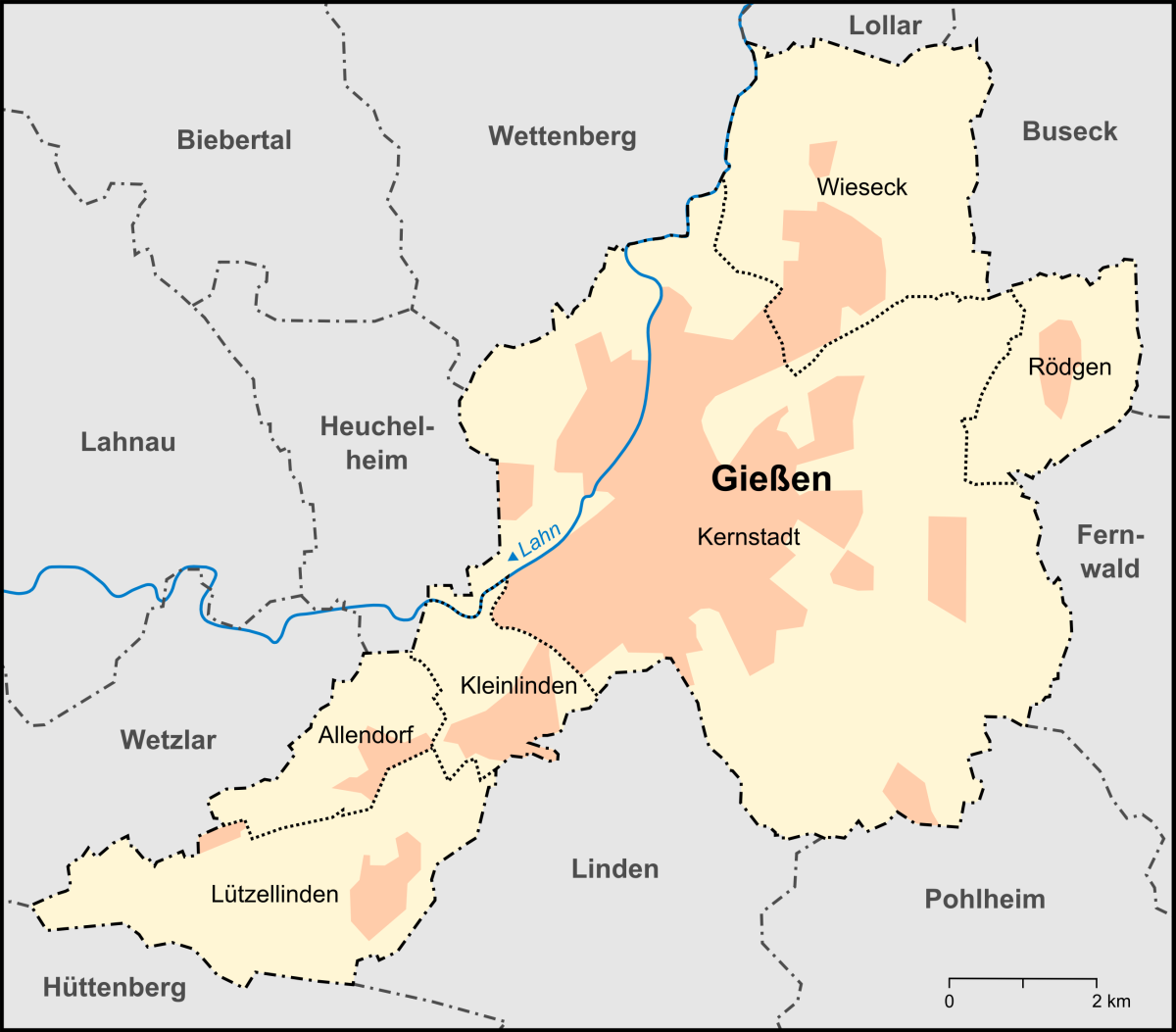
Gießener Stadtteile/Ortsbezirke

Diese Liste enthält alle Kulturdenkmäler der Gesamtanlage II und III Kirchenplatz - Wetzsteinstraße der Stadt Gießen.
| Bild                                               | Bezeichnung                                        | Lage                                                    | Beschreibung | Bauzeit                           | Objekt-Nr. |
| -------------------------------------------------- | -------------------------------------------------- | ------------------------------------------------------- | --- | --------------------------------- | ---------- |
| Frühere Judenschule und Synagoge                   | Frühere Judenschule und Synagoge                   | Dammstraße 9-11 LageFlur: 1, Flurstück: 1286/6          | Die frühere Judenschule und Synagoge ist ein verputzter Fachwerkbau (Nr. 11) vom Ende des 18. Jahrhunderts mit einer angebauten Scheune (Nr. 9). Nach Errichtung der neuen Synagoge an der Südanlage 1867 diente das Gebäude als Brennerei. Die Pflasterung im Hof ist der letzte Rest der seinerzeitigen Zozelsgasse. | Ende 18. Jahrhundert              | 60458 DDB  |
| weitere Bilder                                     | Leib’sches Haus                                    | Georg-Schlosser-Straße 2 LageFlur: 1, Flurstück: 1202/6 | Der Fachwerkbau auf hohem Sockel entstand 1349/50 auf dem Turmstumpf einer alten Wasserburg. Nach zahlreichen Besitzern stand es ab 1850 im Eigentum des Vergolders Leib. 1944 wurde das Haus teilweise zerstört und 1976/77 wieder aufgebaut bzw. rekonstruiert.                                                      | 1345 bis 1355                     | 60442 DDB  |
|                                                    |                                                    | Georg-Schlosser-Straße 3 LageFlur: 1, Flurstück: 1196/1 | Der zweigeschossige kubische Bau in einfachen spätklassizistischen Formen ist seit 1892 das Pfarrhaus der Matthäusgemeinde. | 1868                              | 60444 DDB  |
| weitere Bilder                                     | Pankratiuskapelle                                  | Georg-Schlosser-Straße 5 LageFlur: 1, Flurstück: 1164/5 | Die Kapelle entstand nach dem Zweiten Weltkrieg zunächst als Bartning-Notkirche für die 1944 zerstörte Stadtkirche. Das aus Holz errichtete Gebäude wurde mit Quadersteinen der Stadtkirche ummantelt. | nach 1945                         | 60446 DDB  |
| Evangelisches Pfarrhaus                            | Evangelisches Pfarrhaus                            | Georg-Schlosser-Straße 7 LageFlur: 1, Flurstück: 1164/1 | Pfarrhaus der evangelischen Markusgemeinde mit Zierelementen in Formen eines barockisierenden Jugendstils | 1906                              | 60448 DDB  |
| Konfirmandensaal der Matthäus- und Markus-Gemeinde | Konfirmandensaal der Matthäus- und Markus-Gemeinde | Georg-Schlosser-Straße 9 LageFlur: 1, Flurstück: 1164/4 | Der zweigeschossige Baukubus zeigt Formen des Spätklassizismus wie auch des nachfolgenden Historismus. | 1899                              | 60450 DDB  |
| weitere Bilder                                     | Stadtkirchenturm                                   | Kirchenplatz 1 LageFlur: 1, Flurstück: 1206             | Der 1484–1520 über dem Wassergraben der ehemaligen Wasserburg errichtete Glockenturm ist der letzte Rest der 1809 abgerissenen gotischen Stadtkirche, deren Nachfolgebau wiederum 1944 zerstört wurde. Auch der dreistöckige Turmaufsatz fiel den Bomben zum Opfer und wurde nach dem Krieg rekonstruiert.             | Ende 15. Jahrhundert              | 60451 DDB  |
| weitere Bilder                                     | Wallenfels’sches Haus                              | Kirchenplatz 6 LageFlur: 1, Flurstück: 1202/6           | Das dreigeschossige barocke Wohnhaus entstand Ende des 17. Jahrhunderts auf dem Gelände der alten Wasserburg über älteren Kellergewölben. Das Gebäude wurde 1983 abgerissen und anschließend im gleichen äußeren Erscheinungsbild wieder errichtet.                                                                    | Ende 17. Jahrhundert/1980er Jahre | 60454 DDB  |
|                                                    |                                                    | Kirchenplatz 7 LageFlur: 1, Flurstück: 1202/4           | Viergeschossiges Wohn- und Geschäftshaus in späten Jugendstilformen | 1911                              | 60453 DDB  |
| Ehemaliges Gasthaus „Zur neuen Welt“               | Ehemaliges Gasthaus „Zur neuen Welt“               | Wetzsteinstraße 4 LageFlur: 1, Flurstück: 1276/1        | Dreigeschossiger historisierender Klinkerbau mit Arkadenfenstern in der Ladenzone und Rundbogenfenstern im Obergeschoss | 1903                              | 60462 DDB  |
|                                                    |                                                    | Wetzsteinstraße 6 LageFlur: 1, Flurstück: 1275/2        | Langgezogener zweigeschossiger Klinkerbau, in Baudetails am Nachbarhaus orientiert (Rundbogenfenster) | 1907                              | 60466 DDB  |
|                                                    |                                                    | Wetzsteinstraße 9 LageFlur: 1, Flurstück: 1226/7        | Dreigeschossiges mehrfarbiges Eck-Wohn- und Gasthaus mit Klinkerfassade | 1908                              | 60468 DDB  |
|                                                    |                                                    | Wetzsteinstraße 13 LageFlur: 1, Flurstück: 1253/1       | Späthistoristisches dreigeschossiges Wohn- und Geschäftshaus auf einem spitzwinkeligen Grundstück, die Ecke oberhalb einer rundbogigen Ladentüre betont durch einen turmartigen Eckerker mit Welscher Haube | 1894                              | 60464 DDB  |
|                                                    |                                                    | Wetzsteinstraße 16 LageFlur: 1, Flurstück: 1264         | Dreigeschossiges Wohnhaus mit gaupenartig hervortretenden Holzverdachungen, die die Fensterachsen betonen | 1904                              | 60471 DDB  |
|                                                    |                                                    | Wetzsteinstraße 18 LageFlur: 1, Flurstück: 1258/1       | Dreigeschossiges Doppelwohnhaus | 1908                              | 60473 DDB  |
| Sachteilensemble                                   | Sachteilensemble                                   | Wetzsteinstraße 22 LageFlur: 1, Flurstück: 1257/3       | Bemerkenswert an dem zweigeschossigen roten Klinkerbau ist das Ensemble aus kunstvoller Originaltüre, Treppenaufgang mit Geländer aus Schmiedeeisen, schmiedeeisernem Eingangstürchen und filigranem Balkon | 1893                              | 60477 DDB  |